# Rattus stoicus
Rattus stoicus es una especie de roedor de la familia Muridae.

## Distribución geográfica
Es endémica de las Islas Andamán.